# Yishai Schlissel
Yishai Schlissel (hebräisch ישי שליסל‎, * 1975) ist ein verurteilter israelischer Attentäter. 2005 griff der zu dieser Zeit in Modi’in Illit (hebräisch מודיעין עילית) ansässige ultraorthodoxe Jude Teilnehmende der Jerusalem Pride Parade mit einem Messer an und verletzte drei Personen. Für diese Tat wurde er zu zwölf Jahren Haft verurteilt. Die Strafe wurde 2007 auf zehn Jahre verkürzt. Drei Wochen nach seiner Entlassung aus dem Gefängnis griff er während der Jerusalem Pride Parade 2015 trotz massiver Sicherheitsvorkehrungen wiederum Teilnehmende mit einem Messer an. Er verletzte sechs Personen, zwei davon schwer, von denen eine 16-jährige Teilnehmerin starb. Israels Ministerpräsident Benjamin Netanjahu, Staatspräsident Reuven Rivlin, Jerusalems Bürgermeister Nir Barkat und Israels Großrabbiner verurteilten die Tat als Hate Crime. Der Guardian bezeichnete den Zwischenfall als „das schlimmste Ereignis homophober Gewalt in der Stadt seit zehn Jahren“.
Das Bezirksgericht Jerusalem verurteilte Schlissel im April 2016 wegen Mordes an der 16-Jährigen und wegen versuchten Mordes in sechs Fällen. Im Juni 2016 wurde das Strafmaß festgelegt, Schlissel wurde zu einer lebenslänglichen Gefängnisstrafe verurteilt.